# Abd Allah Ibn az-Zubajr

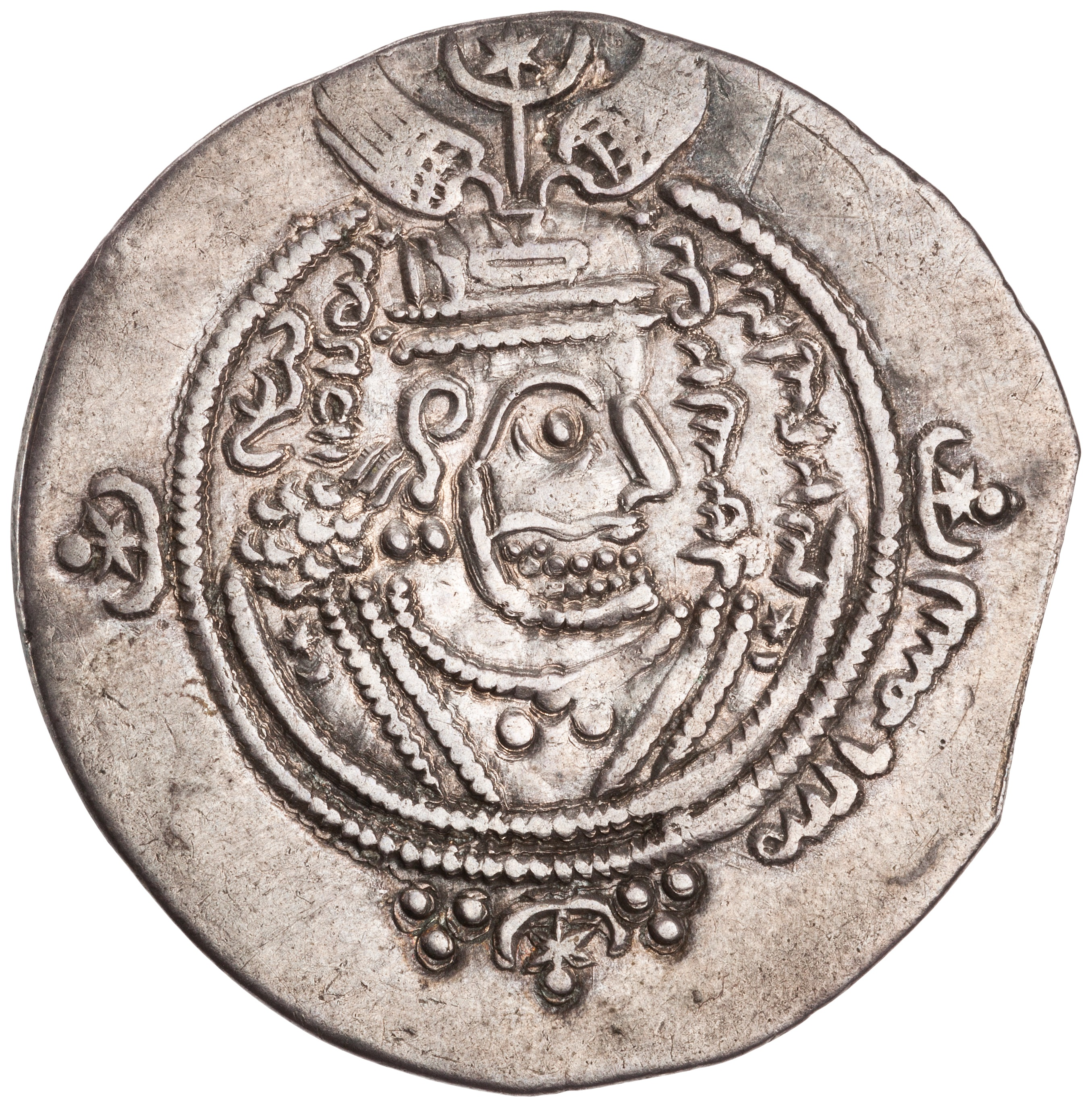
Srebrny dirham w stylu sasanidzkim wybity w imieniu kalifa Abd Allaha Ibn az-Zubajra w Farsie w 690/691

Abd Allah Ibn az-Zubajr, arab. بْدُ اللَّهِ ٱبْن الزُّبَيْرِ, ur. 624 w Medynie - zm. 692 w Mekce – antykalif rządzący z Mekki w latach 683 do 692.
Był synem Zubajra Ibn al-Awwama i Asmy Bint Abi Bakr, przy czym tradycyjnie jest uważany za pierwsze dziecko wspólnoty muhadżirów urodzone w Medynie. Poprzez swoją matkę Abd Allah był nie tylko wnukiem Abu Bakra (632-634), ale także siostrzeńcem A’iszy, która nie posiadając własnego potomstwa traktowała go niemal jak własnego syna. Z kolei dzięki swojemu ojcu, który był kuzynem Mahometa oraz synem brata jego żony Chadidży, al-Awwama, posiadał bliskie powiązania także z rodziną Proroka. Jeszcze jako dziecko miał wraz ze swoim ojcem wziąć udział w bitwie nad rzeką Jarmuk, a następnie w podboju Egiptu i Ifrikijji, gdzie współdzielił zwycięstwo nad egzarchą Grzegorzem.
Po śmierci Mu’awiji (661-680) odmówił uznania władzy Jazida (680-683) i schronił się w Mekce. Po zabiciu Husajna mieszkańcy Hidżazu przestali uznawać władzę Umajjadów i chcąc zmusić ich do uległości w 683 Jazid wysłał swoją armię przeciwko Mekce i Medynie. Po pokonaniu Medyńczyków w bitwie pod Harra armia Umajjadów rozpoczęła oblężenie Mekki, podczas którego spłonęła Al-Kaba (miała ona być następnie odbudowana przez Abd Allaha), ostatecznie jednak wojska kalifa wycofały się na wieść o jego śmierci.
W międzyczasie popularność Abd Allaha, od początku oponenta Jazida, sukcesywnie rosła, i po jego śmierci ogłosił się on kalifem, do czego od dawna zachęcali go jego zwolennicy. Oprócz Hidżazu jego władzę uznały Irak (dokąd jako swojego przedstawiciela wysłał swojego brata, Musaba), Egipt, południowa Arabia, a także północna Syria i Al-Dżazira, gdzie popierały go plemiona Kajsytów. Był wówczas bez wątpienia najpopularniejszym pretendentem do kalifatu, ciesząc się poparciem większości prowincjonalnych namiestników, którzy nie uznawali roszczeń Umajjady Marwana Ibn al-Hakama (684-685) (syn Jazida, Mu’awija II (683-684), panował tylko przez kilka miesięcy).
W 684 popierający Umajjadów Jemenici pokonali Kajsytów w bitwie pod Mardż Rahit i był to poważny cios dla sprawy Zubajrytów w Wielkiej Syrii. Marwanowi udało się także przekonać do przejścia na swoją stronę namiestnika Egiptu, po czym zaatakował Hidżaz, gdzie jednak jego siły zostały pokonane. W 685 Marwan zmarł i jego następcą został jego syn, Abd al-Malik (685-705). Największym wyzwaniem dla władzy Abd Allaha byli teraz szyici, którzy w Iraku wzniecili powstanie pod wodzą niejakiego Al-Muchtara, oraz walczący ze wszystkimi stronami konfliktu charydżyccy azrakici. W 687 wojska Musaba, walczące pod dowództwem słynnego wodza Al-Muhallaba Ibn Abi Sufry, ostatecznie pokonały Al-Muchtara, jednak Irak nadal pozostawał zagrożony przez azrakitów, na których czele stał Katari Ibn al-Fudża'a.
Abd al-Malik wykorzystał nadal chaotyczną sytuację w Iraku i w 691 pokonał Musaba, który został ścięty. Następnie armia Umajjadów pokonała namiestnika Chorasanu, Abd Allaha Ibn Chazima, i sprawa Zubajrytów zaczęła wyglądać na przegraną. Abd Al-Malik wysłał przeciwko Abd Allahowi Al-Hadżdżadża Ibn Jusufa i w 692 zdobył on Mekkę. Abd Allah miał zginąć w walce nieopodal Al-Kaby. Al-Hadżdżadż nakazał, by jego ciało wbić na pal w pobliżu sanktuarium, tak by mieszkańcy Hidżazu i pielgrzymi mogli być świadkami jego losu, podczas gdy jego głowę wysłano do Damaszku.